# Singtel
Singapore Telecommunications Limited (Singtel) – przedsiębiorstwo telekomunikacyjne funkcjonujące w Singapurze. Stanowi największą sieć telekomunikacyjną w kraju.
Historia przedsiębiorstwa sięga 1879 roku. W obecnej postaci istnieje od 1992 roku.